# Lorin Morgan-Richards
Lorin Morgan-Richards (Ohio, 16 febbraio 1975) è uno scrittore, poeta e fumettista statunitense.
Morgan-Richards è stato editore di Celtic family Magazine e a lui si deve il romanzo The Goodbye Family.

## Opere
- Simon Snootle and Other Small Stories (2009) ISBN 0985044748 [2]
- 13 Disturbing Postcards to Send to Your Grandparents (2010) ISBN 0983002002
- A Boy Born from Mold and Other Delectable Morsels (2010) ISBN 0985044772
- A Little Hard to Swallow (2010) ISBN 0997319313
- A Welsh Alphabet (2010), with notes by Peter Anthony Freeman ISBN 0983002053
- The Terribly Mini Monster Book & a Lesser Known Story About a Rare Benign Belbow (2011) ISBN 0983002045
- Me’ma and the Great Mountain (2012), with foreword by Corine Fairbanks ISBN 0985044799
- Welsh in the Old West (2015),with foreword by Jude Johnson ISBN 0983002096 [3]
- Dark Letter Days: Collected Works (2016) ISBN 0997319305
- The Night Speaks to Me: A Posthumous Account of Jim Morrison (2016) ISBN 0997319321
- The People of Turtle Island: Book One in the Series (2016) ISBN 099731933X
- Memento Mori: The Goodbye Family Album (2017) ISBN 0997319348
- The Dreaded Summons and Other Misplaced Bills (2017) ISBN 0983002061
- Wanted: Dead or Alive...but not stinkin' (2017) ISBN 0997319356
- The Goodbye Family Unveiled (2017) ISBN 9780997319361
- Down West (2018) ISBN 9780983002079
- Nicklesworth: Featuring the Goodbye Family (2018) ISBN 9780997319392
- Gallows Humor: Hangin' with the Goodbye Family (2018) ISBN 9780997319385
- Dead Man's Hand-kerchief: Dealing with the Goodbye Family (2019) ISBN 9780983002086
- The Importance of Being Otis: Undertaking with the Goodbye Family (2019) ISBN 9781733287906
- Yippee Ki-Yayenne Mother Pepper: Getting Saucy with the Goodbye Family (2019) ISBN 9781733287937
- The Goodbye Family and the Great Mountain (2020), with foreword by Richard-Lael Lillard ISBN 9781733287913